# Griesheimer Düne und Eichwäldchen
Griesheimer Düne und Eichwäldchen este o arie protejată (arie specială de conservare — SAC, sit de importanță comunitară — SCI) din Germania întinsă pe o suprafață de 46,29 ha, integral pe uscat.

## Localizare
Centrul sitului Griesheimer Düne und Eichwäldchen este situat la coordonatele 49°50′18″N 8°34′13″E / 49.8383°N 8.5703°E.

## Înființare
Situl Griesheimer Düne und Eichwäldchen a fost declarat sit de importanță comunitară în aprilie 1999 pentru a proteja 1 specie de plante și 9 specii de animale. Situl a fost protejat și ca arie specială de conservare în martie 2008.

## Biodiversitate
Situată în ecoregiunea continentală, aria protejată conține 5 habitate naturale: Vegetație psamofilă uscată cu pășuni deschise de Corynephorus și Agrostis, Pajiști calcaroase din nisipuri xerice, Pajiști uscate seminaturale și facies de acoperire cu tufișuri pe substraturi calcaroase (Festuco-Brometalia) (* situri importante pentru orhidee), Pajiști stepice subpanonice, Păduri de fag Asperulo-Fagetum.
La baza desemnării sitului se află mai multe specii protejate:
- plante (1): Jurinea cyanoides
- păsări (8): caprimulg (Caprimulgus europaeus), porumbel de scorbură (Columba oenas), ciocănitoarea de stejar (Dendrocopos medius), ciocănitoare neagră (Dryocopus martius), sfrâncioc roșiatic (Lanius collurio), pietrar sur (Oenanthe oenanthe), ciocănitoare verzuie (Picus canus), sitar de pădure (Scolopax rusticola)
- nevertebrate (1): Euplagia quadripunctaria

Pe lângă speciile protejate, pe teritoriul sitului au mai fost identificate 28 de specii de plante, 1 specie de reptile.